# Sugawara
Sugawara (菅原) ist ein japanischer Familienname, ursprünglich 781 geschaffen vom Kammu-Tennō für die Angehörigen des Haji-Klan.
Träger dieses Namens waren:

## Bis 1867
In der Nara und Heian-Zeit Mitglieder des Hofadels, die meist als Lehrmeister und Dichter, seltener in politischen Positionen tätig waren, die Angehörigen des
- Sugawara (Klan)s (菅原氏),

dessen bedeutendsten Vertreter waren
- Sugawara no Michizane (菅原 道真, 845–903) Gelehrter, Poet und Politiker
- Sugawara no Takasue no Musume (菅原孝標女, 1008–?1059 oder nach 1067) Dichterin
- Sugawara no Fumitoki (菅原 文時, 899–981) Poet und Leiter der Hochschule bei Hofe

zur Edo-Zeit – vielfach neo-konfuzianische Gelehrte:
- Sugawara Bunta Konfuzianer aus der Provinz Iyo, diente den Daimyō von Matsuyama
- Sugawara Dōryū (菅原 道龍; † 1817, 36-jährig) Gelehrter der japanischen klassischen Literatur aus Akita (Provinz Dewa), Verfasser einer Geschichte des Klans
- Sugawara Gensei (菅原 元政; 1623–68). Waka-Dichter, der dem Herrn von Hikone, Ii Naotaka diente. Er war auch als Fukakusa no Gensei bekannt, nachdem er im Alter von 25 Jahren Mönch im Shōshin-an im Dorf Fukakusa geworden war. Gedichte in: Sōzan Wakashū
- Sugawara Motomichi (菅原 元道, * 1833 in Uzen, † 14. Mai 1898) ist allgemein unter einem seiner Künstlernamen als Hakuryū (白龍; * 1833, † 1898) bekannt. Dieser Landschaftsmaler der Naga-Schule, der auch als Bergasket gelebt hat, benutzte auch die Namen Bonrin, Hakuryū Sanjin, Nihon Inshi und Nikkyō Inshi.
- Eibun ist das bekanntere Pseudonym des Sugawara Toshinobu, (菅原 利信), der im frühen 19. Jahrhundert wirkte.
- Sugawara Rinsho (1712–35), ein Nachfahr Sugawara no Michizanes diente als konfuzianischer Lehrmeister den Daimyō von Karasuyama und Shimodate. Verstarb 23-jährig an den Pocken.
- Sugawara Tokuan (1581–1628) hieß mit Geburtsnamen Gendō (元同), wurde aber nach seinem Geburtsort in der Provinz Harima mit dem Familiennamen Kamata bezeichnet. Der konfuzianische Gelehrte wirkte in Kyōto und war ein Schüler des Fujiwara Seika. Er wurde 40-jährig von einem seiner Schüler ermordet. Bekannt ist er als Bibliophiler bekannt und soll über 10.000 Bücher besessen haben.
- Sugawara Tōkai (菅原 東海; † 1828, 90-jährig) konfuzianischer Gelehrter, der in Tokio in seinem Hause, besonders die Angehörigen des Saeki-Klans von Aizu, unterwies.

## Ab 1868
- Bunta Sugawara (1933–2014), japanischer Schauspieler
- Sugawara Eishin († 7. November 1957, 82-jährig) Oberpriester des Rinnō-ji in Nikkō
- Hirotaka Sugawara (* 1938), japanischer Physiker
- Kazuhiko Sugawara (1927–1962), japanischer Eisschnellläufer
- Sugawara Ken (菅原 健; 1899–1982) Chemiker. Professor an der Universität Nagoya
- Sugawara Katsutomo (* 1. August 1929) Jurist. Professor an der kaiserlichen Universität Taikoku
- Sugawara Ken (* April 1889) Historiker, Hochschullehrer an der Universität Nagoya
- Sugawara Kenji (* 20. Juni 1894) Jurist. Professor an der Meiji-, Chuō- und später an der kaiserlichen Universität Kioto
- Sugawara Kijuro (* 9. November 1925 ?1926) Parlamentsabgeordneter der DSP
- Kōta Sugawara (* 1985), japanischer Fußballspieler
- Sugawara Meirō (菅原 明朗; 1897–1988) Dirigent und Komponist. Professor an der Taikoku-Musikakademie
- Sugawara Michitaka (菅原 通敬; 1869–1946). Jurist, Beamter im Finanzministerium, dort 1915–16 Vize-Minister, ab 1916 Mitglied im Herrenhaus (kizokuin) und von 1917 Direktor der Japan-American Trust Co.
- Miki Sugawara, japanische Fußballspielerin
- Ryūnosuke Sugawara (* 2000), japanischer Fußballspieler
- Sayuri Sugawara (* 1990), japanische Sängerin
- Sugawara Seizō (菅原 精造; 1884–1937) Wohnte 32 Jahre in Frankreich, wo er als Doyen der japanischen Gemeinschaft wirkte und dort japanische Lackkunst bekanntmachte.
- Sugawara Shichiku (* 1863 in Sendai mit dem Namen Itō; † 1919) Haiku-Dichter, der das Pseudonym Bishō verwendete
- Sugawara Sugao (菅原 菅雄; * 4. Oktober 1896 in Kyōto) Ingenieur; Professor an der kaiserlichen Universität Kyōto
- Takeo Sugawara (* 1938), japanischer Hammerwerfer
- Teruhito Sugawara (* 1972), japanischer Rallye-Raid-Fahrer
- Sugawara Tokiyasu war ab 1905 Abt des Kenchō-ji in Kamakura und Oberster des nach diesem Tempel benannten Zweiges des Rinzai-Zen
- Tomo Sugawara (* 1976), japanischer Fußballspieler
- Sugawara Tsusai (* 16. Februar 1894) Essayist
- Sugawara Yosaburo gewann bei der Olympiade 1976 in Montreal, die Bronzemedaille im Freistilringen der Gewichtsklasse bis 68 kg
- Yoshimasa Sugawara (* 1941), japanischer Rallye-Raid-Fahrer
- Yukinari Sugawara (* 2000), japanischer Fußballspieler